# Muerte de Benito Mussolini

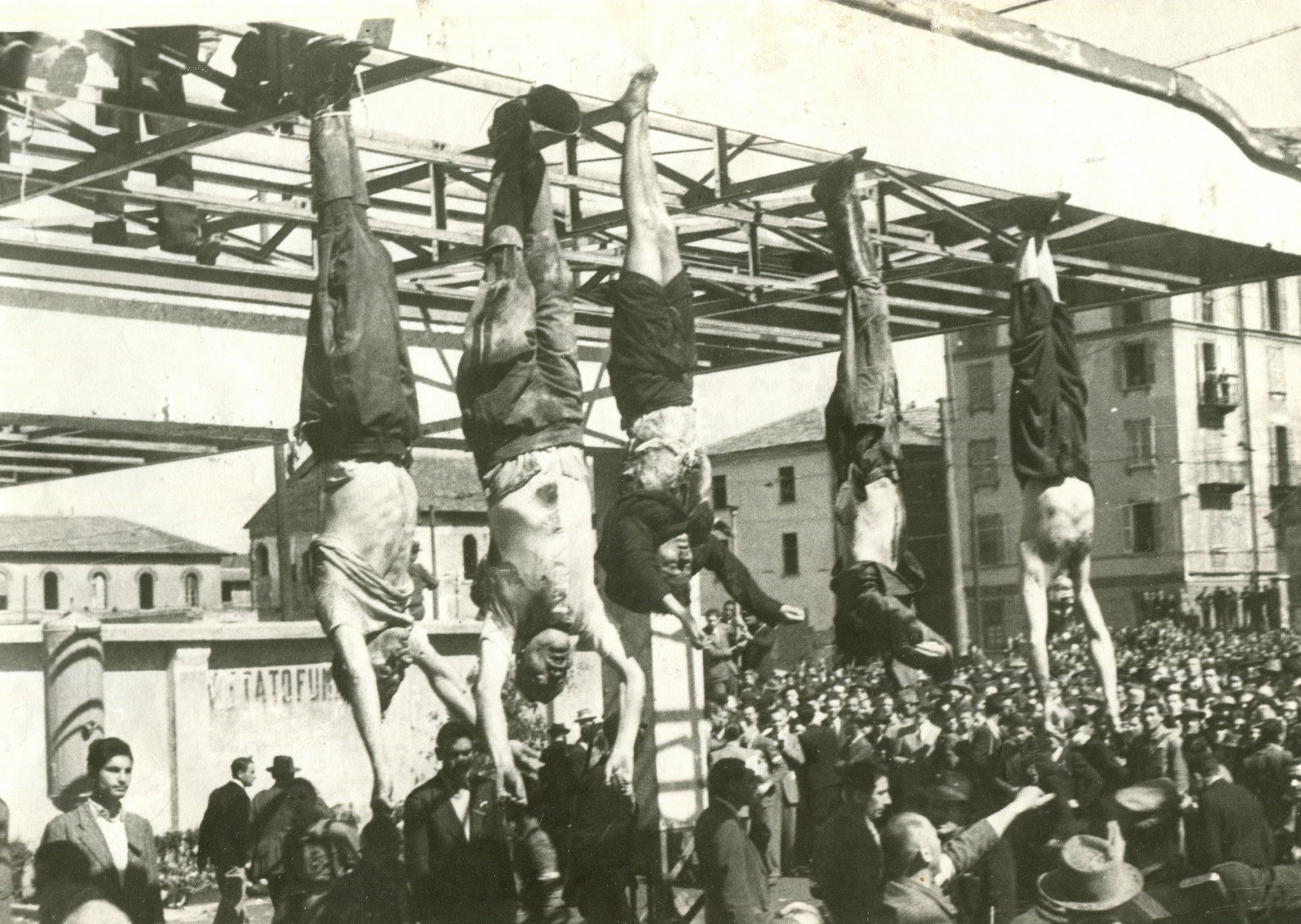
De izquierda a derecha, los cuerpos de Nicola Bombacci, Benito Mussolini, Claretta Petacci, Alessandro Pavolini y Achille Starace exhibidos en la plaza de Loreto de Milán en 1945.

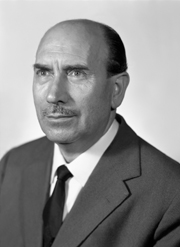
Walter Audisio, partisano comunista que afirmó haber disparado a Mussolini. Fotografía de su servicio en el Senado de la República (1964-1968).

La muerte de Benito Mussolini, jefe del Partido Fascista Republicano y Duce de la República Social Italiana (más conocida como la República de Saló) de 1943-1945, se produjo el 28 de abril de 1945, en los últimos días de la Segunda Guerra Mundial en Europa, cuando fue ejecutado sumariamente por un partisano italiano en el pequeño pueblo de Giulino di Mezzegra, en Italia septentrional. La versión generalmente aceptada de los hechos es que Mussolini recibió un disparo de Walter Audisio, un partisano comunista que usaba el nombre de guerra «coronel Valerio» (Colonnello Valerio), como parte de una misión para implementar el ultimátum del 19 de abril de 1945 y el artículo 5 del «decreto para la administración de justicia» (decreto per l'amministrazione della giustizia), aprobado en Milán el 25 de abril por el Comité de Liberación Nacional de la Alta Italia (Comitato di Liberazione Nazionale Alta Italia, CLNAI). La responsabilidad de la ejecución fue luego reclamada por el CLNAI con el comunicado de prensa del 29 de abril. Sin embargo, desde el final de la guerra, las circunstancias de la muerte de Mussolini y la identidad de su asesino han sido objeto de continua confusión, disputa y controversia en Italia.
En 1940, Mussolini llevó a su país a la Segunda Guerra Mundial del lado del Tercer Reich, pero pronto esto resultó en un fracaso militar. Para el otoño de 1943, se vio reducido a ser el líder de un Estado títere alemán en el norte y centro de Italia (la República de Saló) y se enfrentó con el avance aliado desde el sur y un conflicto interno cada vez más violento con los partisanos. En abril de 1945, con los Aliados rompiendo las últimas defensas alemanas en el norte de Italia y un levantamiento general de los partisanos que se apoderaron de las ciudades, la situación de Mussolini se volvió insostenible. El 25 de abril huyó de Milán, donde había residido, e intentó escapar a la frontera suiza. Él y su amante, Claretta Petacci, fueron capturados el 27 de abril por partisanos locales cerca del pueblo de Dongo en el lago de Como. Mussolini y Petacci fueron fusilados la tarde siguiente, dos días antes del suicidio de Adolf Hitler.
Los cuerpos fueron llevados a Milán y abandonados en una plaza suburbana, la plaza de Loreto, para que una muchedumbre enfurecida los insultase y maltratase físicamente. Después fueron colgados boca abajo de una viga de metal sobre una gasolinera en la plaza. Los cadáveres fueron azotados, disparados y golpeados con martillos. Inicialmente, Mussolini fue enterrado en una tumba sin nombre, pero, en 1946, su cuerpo fue desenterrado y robado por militantes fascistas. Cuatro meses después fue recuperado por las autoridades y lo mantuvieron oculto durante los siguientes once años. Finalmente, en 1957, fue enterrado en la cripta de la familia Mussolini en su ciudad natal de Predappio. La tumba se ha convertido en un lugar de peregrinación para neofascistas y el aniversario de su muerte está marcado por manifestaciones neofascistas.
En los años de la posguerra, la «versión oficial» de la muerte de Mussolini ha sido cuestionada en el país —no internacionalmente a nivel general—, comparándola con las teorías de conspiración del asesinato de John F. Kennedy. Periodistas, políticos e historiadores, dudando de la veracidad del relato de Audisio, han presentado una amplia variedad de teorías y especulaciones sobre cómo murió Mussolini y quién fue el responsable. Al menos doce individuos diferentes, en varias ocasiones, han sido acusados de ser el asesino, como Luigi Longo y Sandro Pertini, quienes posteriormente se convirtieron en secretario general del Partido Comunista Italiano y presidente de la República Italiana, respectivamente. Varios escritores piensan que la muerte de Mussolini fue parte de una operación de las fuerzas especiales británicas. El objetivo supuestamente era recuperar «acuerdos secretos» comprometedores y correspondencia con Winston Churchill, que Mussolini presuntamente llevaba consigo cuando fue capturado. Sin embargo, la «versión oficial», con Audisio como el verdugo de Mussolini, sigue siendo la narrativa más creíble.

## Fin de la República de Saló

### Contexto histórico

Mapa político de República Social Italiana: diciembre de 1943, verde claro y oscuro; septiembre de 1944, solo en verde oscuro.

Mussolini había sido el líder de la Italia fascista desde 1922, primero como primer ministro y, después de la toma de poderes dictatoriales en 1925, con el título de il Duce; condujo al país a la Segunda Guerra Mundial en el bando del Tercer Reich en junio de 1940. Tras la invasión aliada de Sicilia en julio de 1943, fue depuesto y puesto bajo arresto; entretanto, Italia firmó un armisticio con los Aliados en la aldea de Cassabile. Más tarde ese año, las fuerzas especiales alemanas lo rescataron de la prisión en la operación Roble (Unternehmen Eiche); Hitler lo instaló como líder de la República Social Italiana, un Estado títere alemán establecido en el norte de Italia y con capital en Saló, cerca del lago de Garda. En 1944,  la «República de Saló», como se era llamada, se vio amenazada no solo por los Aliados que avanzaban desde el sur, sino también internamente por partisanos antifascistas italianos, en un conflicto brutal que se conocería como la guerra civil italiana.
Poco a poco, en el enfrentamiento armado los Aliados tomaron Roma y luego Florencia en el verano de 1944 y, más tarde ese año, comenzaron a avanzar hacia el norte de Italia. Con el colapso final de la «Línea Gótica» del ejército alemán en abril de 1945, la derrota total para la República de Saló y sus protectores alemanes era inminente.
Desde mediados de abril, Mussolini se había trasladado a Milán y, junto a su gobierno, se establecieron en el edificio de la Prefectura de la ciudad. A finales de mes, el liderazgo partisano, el Comité de Liberación Nacional de la Alta Italia (Comitato di Liberazione Nazionale Alta Italia, CLNAI), declaró un levantamiento general en las principales ciudades del norte cuando las fuerzas alemanas se retiraron. Con la llegada del CLNAI a Milán y el ejército alemán a punto de rendirse en el norte de Italia, Mussolini huyó de la ciudad el 25 de abril e intentó escapar al norte hacia Suiza, aunque desde el verano de 1944 las autoridades suizas habían rechazado la solicitud de ingreso a jerarcas fascistas y sus familias.

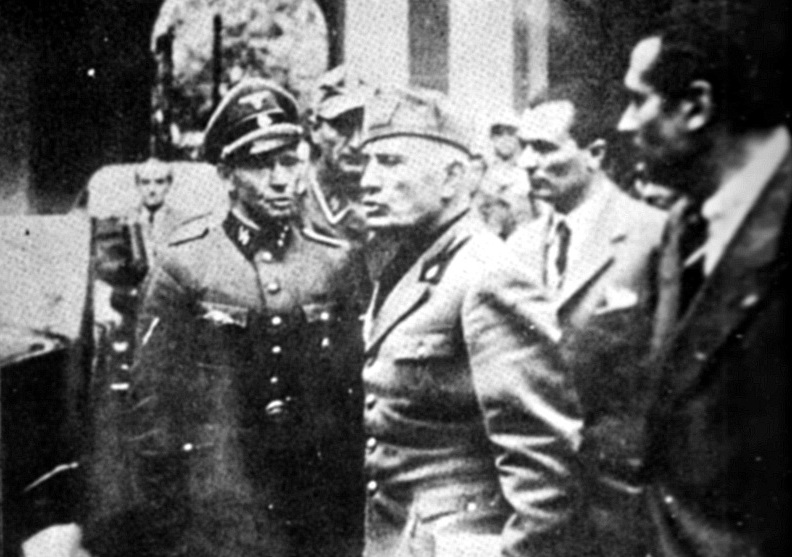
Mussolini abandonando la Prefectura de Milán el 25 de abril de 1945. Se dice que es la última fotografía de él con vida.

Mussolini se enteró de que los alemanes ya habían comenzado negociaciones separadas con el CLN: la única propuesta que recibió de sus interlocutores fue la «rendición incondicional». En ese momento parecía posible un acuerdo: se ofrecían garantías para los fascistas y sus familiares, pero los republicanos, incluso si no había salida, no querían ser los primeros en firmar la rendición y luego ser acusados de traición. El mismo día que Mussolini salió de Milán, el CNLAI declaró:

I membri del governo fascista e i gerarchi fascisti colpevoli di aver contribuito alla soppressione delle garanzie costituzionali, d'aver distrutto le libertà popolari, creato il regime fascista, compromesso e tradito le sorti del paese e di averlo condotto all'attuale catastrofe, sono puniti con la pena di morte e, nei casi meno gravi con l'ergastolo.
Los miembros del gobierno fascista y las jerarquías fascistas culpables de contribuir a la supresión de las garantías constitucionales, de destruir las libertades populares, crear el régimen fascista, comprometer y traicionar el destino del país y llevarlo a la catástrofe actual, son castigados con la pena de muerte y, en casos menos graves, con cadena perpetua.
CNLAI, Decreto per l'amministrazione della giustizia, 25 de abril.

En Como se concentraron numerosas formaciones de las áreas circundantes, lideradas por Alessandro Pavolini. La afluencia duró toda la noche y parte de la mañana del 25 de abril. Algunas fuentes hablan de cuarenta mil fascistas, mientras que Giorgio Bocca estimó 6000-7000 soldados que, además, se dispersaron después de que Mussolini decidiera despedirlos durante el día, liberando a sus fieles de su lealtad al juramento y partiendo en secreto sus ministros a las 3 a. m. Durante el viaje, la furgoneta del convoy, que transportaba valores muy confidenciales y documentos de particular importancia política y militar, se averió cerca de Garbagnate Milanese. La tripulación llegó a Como con vehículos improvisados. Los intentos de recuperación realizados durante la noche fueron en vano; la camioneta fue encontrada a la mañana siguiente por los partisanos. Mussolini se negó a reunirse con su esposa Rachele y sus hijos, quienes habían llegado a Como un días antes.
En Cardano, Mussolini se unió a su amante Claretta Petacci, acompañada por su hermano, y por la escolta alemana que había recibido la orden de Hitler de llevarlo a Alemania. En este punto se enteró de que un avión de transporte en Chiavenna estaba listo para despegar y llevarlo con seguridad a Baviera. Por la noche llegó la noticia de que sus ministros leales en Como habían sido arrestados en Porlezza por los partisanos. Mientras tanto, la radio anunció que Milán también había sido completamente liberada y que los responsables de la derrota nacional serían castigados con la pena de muerte.

### Detención y arresto

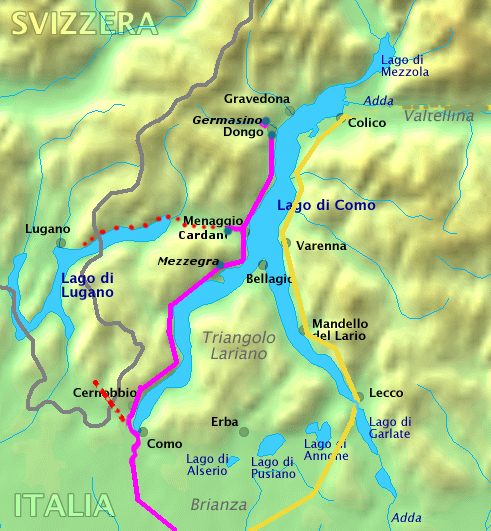
Ruta de Mussolini (línea rosa) alrededor del lago de Como después de huir de Milán.

El 27 de abril de 1945, Mussolini, Petacci, junto con otros líderes fascistas, viajaban en un convoy alemán cerca del pueblo de Dongo, en la costa noroeste del lago de Como. Un grupo de partisanos comunistas locales liderados por Pier Luigi Bellini delle Stelle y Urbano Lazzaro atacaron el convoy y lo obligaron a detenerse. Los partisanos reconocieron a un líder fascista italiano en el convoy, mas no a Mussolini en esta etapa, e hicieron que los alemanes entregaran a los italianos a cambio de permitir que continuaran el camino. Siguiendo el consejo del jefe de su escolta de las SS, Fritz Birzer, vestía un abrigo y un casco de suboficial de la Wehrmacht, fingió estar borracho y se subió a otro camión, escondiéndose en el fondo del piso, cerca de la cabina del piloto y cubierto con una manta militar. Finalmente, fue descubierto desplomado en uno de los vehículos de convoy. Lazzaro luego dijo:

Su rostro era como cera y su mirada vidriosa, pero de alguna manera ciega. Leí agotamiento total, pero no miedo ... Mussolini parecía completamente carente de voluntad, espiritualmente muerto.

Los partisanos arrestaron a Mussolini y lo llevaron a Dongo, donde pasó parte de la noche en el cuartel local. En ese pueblo, Mussolini se reunió con Petacci, quien había solicitado unirse a él, aproximadamente a las 2:30 a. m. del 28 de abril. En total, más de cincuenta líderes fascistas y sus familias fueron encontrados en el convoy y arrestados por los partisanos. Algunos se entregaron espontáneamente, otros intentaron darse la oportunidad de escapar, ofreciendo grandes sumas y bienes a la población local. Los ocupantes de un vehículo blindado intentaron resistirse al disparar, Pietro Corradori y Alessandro Pavolini huyeron saltando al lago, pero fueron recapturados y Pavolini resultó herido. Además de Mussolini y Petacci, dieciséis de los más destacados serían fusilados sumariamente en Dongo al día siguiente y otros diez serían ejecutados en dos noches sucesivas.

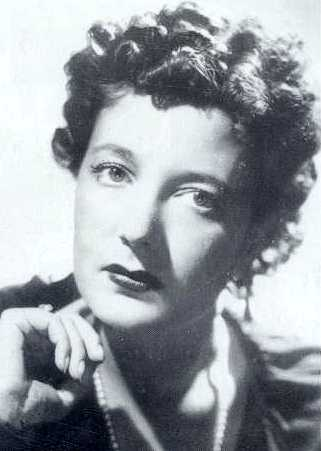
Claretta Petacci, amante de Mussolini, fue capturada y ejecutada con él.

En Dongo, Mussolini respondió voluntariamente las preguntas que se le hicieron y pasó mucho tiempo con sus cuidadores discutiendo sobre política y guerra. Antes de acostarse a las 11:30 p. m., a pedido de los partisanos en guardia, Mussolini firmó esta declaración: 

La 52ª Brigata garibaldina mi ha catturato oggi, venerdì 27 aprile, sulla piazza di Dongo. Il trattamento usatomi durante e dopo la cattura è stato corretto. Mussolini
La 52.ª Brigada Garibaldi me capturó hoy, viernes 27 de abril, en la plaza Dongo. El tratamiento utilizado durante y después de la captura ha sido correcto. Mussolini.

Debido a que el combate continuaba en los alrededores de Dongo y temiendo que la pareja pudiera ser rescatada por grupos fascistas o por los Aliados, los partisanos los llevaron, en medio de la noche, a una granja cercana de una familia campesina llamada De Maria; creían que este sería un lugar seguro para retenerlos. Mussolini y Petacci pasaron el resto de la noche y la mayor parte del día siguiente allí.
En la noche de la captura de Mussolini, Sandro Pertini, líder partisano socialista en el norte de Italia, anunció en Radio Milano:

El jefe de esta asociación de delincuentes, Mussolini, aunque amarillo por el rencor y el miedo y tratando de cruzar la frontera suiza, ha sido arrestado. Debe ser entregado a un tribunal popular que pueda juzgarlo rápidamente. Queremos esto, aunque pensemos que un pelotón de ejecución es demasiado honor para este hombre. Merecería ser asesinado como un perro sarnoso.

### Orden de ejecución
Con la difusión de la noticia, llegó a Milán un telegrama desde la sede de Oficina de Servicios Estratégicos en Siena con la solicitud de confiar a los miembros del gobierno de la República de Saló al control de las fuerzas de las Naciones Unidas, de acuerdo con la cláusula número 29 del armisticio firmado en Malta por Dwight D. Eisenhower y Pietro Badoglio el 29 de septiembre de 1943, que estipulaba expresamente que: «Benito Mussolini, sus principales asociados fascistas y todas las personas sospechosas de haber cometido crímenes de guerra o delitos similares, cuyos nombres figuran en las listas que serán comunicadas por las Naciones Unidas y que ahora o en el futuro están en territorio controlado por el comando militar aliado o por el gobierno italiano, serán arrestado de inmediato y entregados a las fuerzas de las Naciones Unidas». Mientras tanto, se envió un avión al aeropuerto de Bresso para recogerlos. Sin embargo, el CLN decidió actuar sin demora y enviar una misión a Como para llevar a cabo la ejecución de Mussolini; esto es para eludir el comportamiento esquivo del general Raffaele Cadorna, dividido entre sus deberes de comandante del CLN y la lealtad a los Aliados.
Existen diferentes versiones de quién tomó la decisión de que Mussolini debía ejecutarse sumariamente. Palmiro Togliatti, secretario general del Partido Comunista Italiano, afirmó que había ordenado la ejecución antes de su captura y que lo había hecho por un mensaje de radio el 26 de abril de 1945: «Solo se necesita una cosa para decidir que ellos [Mussolini y los otros líderes fascistas] deben pagar con sus vidas: la cuestión de su identidad». También afirmó que había dado la orden como vice primer ministro del Gobierno en Roma y como líder del Partido Comunista. El primer ministro Ivanoe Bonomi negó que esto se dijera con la autoridad o aprobación de su Gobierno. Un comunista de alto rango en Milán, Luigi Longo, aseguró que la orden provenía del Comando General de las unidades militares partisanas, «en aplicación de una decisión del CLNAI». Posteriormente, Longo dio una historia diferente: él y Fermo Solari, miembro del Partido de Acción (parte del CLNAI), escucharon la noticia de la captura de Mussolini, inmediatamente acordaron que debía ser ejecutado sumariamente y Longo dio el orden para que se llevara a cabo.

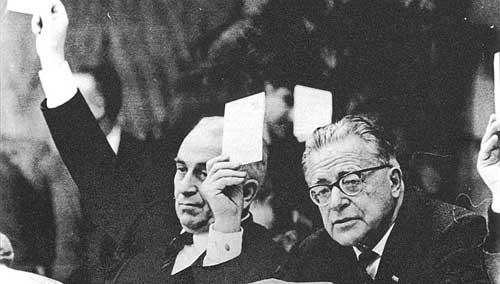
Luigi Longo (a la izquierda) y Palmiro Togliatti en un congreso del Partido Comunista Italiano posterior a la guerra.

Según Leo Valiani, representante del Partido Acción en el CLNAI, la decisión fue tomada en la noche del 27 al 28 de abril por un grupo que actuaba en nombre del colectivo partisano, compuesto por él, Sandro Pertini y los comunistas Emilio Sereni y Luigi Longo. Al día siguiente, 29 de abril, el CLNAI anunció que Mussolini había sido ejecutado por sus órdenes.
En cualquier caso, Longo ordenó a un partisano comunista del Comando General, Walter Audisio, que fuera inmediatamente a Dongo para llevar a cabo la orden. Según Longo, lo hizo con las palabras «ve y dispara» y pidió a otro partisano, Aldo Lampredi, que lo acompañara porque, según Lampredi, pensó que Audisio era «insolente, demasiado inflexible y temerario». El reacio general Cadorna, para evitar que Mussolini cayera en manos de los Aliados, realizó el salvoconducto necesario; además, Audisio recibió un segundo pase, firmado por el agente estadounidense de OSS Emilio Daddario. Al mismo tiempo, Cadorna contactó al teniente coronel Sardagna, representante del Cuerpo de Voluntarios de la Libertad (Corpo volontari della libertà) en Como, para preparar medidas para recuperar a Mussolini y transferirlo a un lugar seguro. Mientras tanto, a las 3 de la mañana del 28 de abril, el servicio de radio partisano envió un fonograma a los Aliados como distracción, en el que se afirmó la imposibilidad de la entrega de Mussolini, ya que fue juzgado por el Tribunal Popular y ejecutado «en el mismo lugar donde quince patriotas fueron fusilados previamente por nazifascistas».

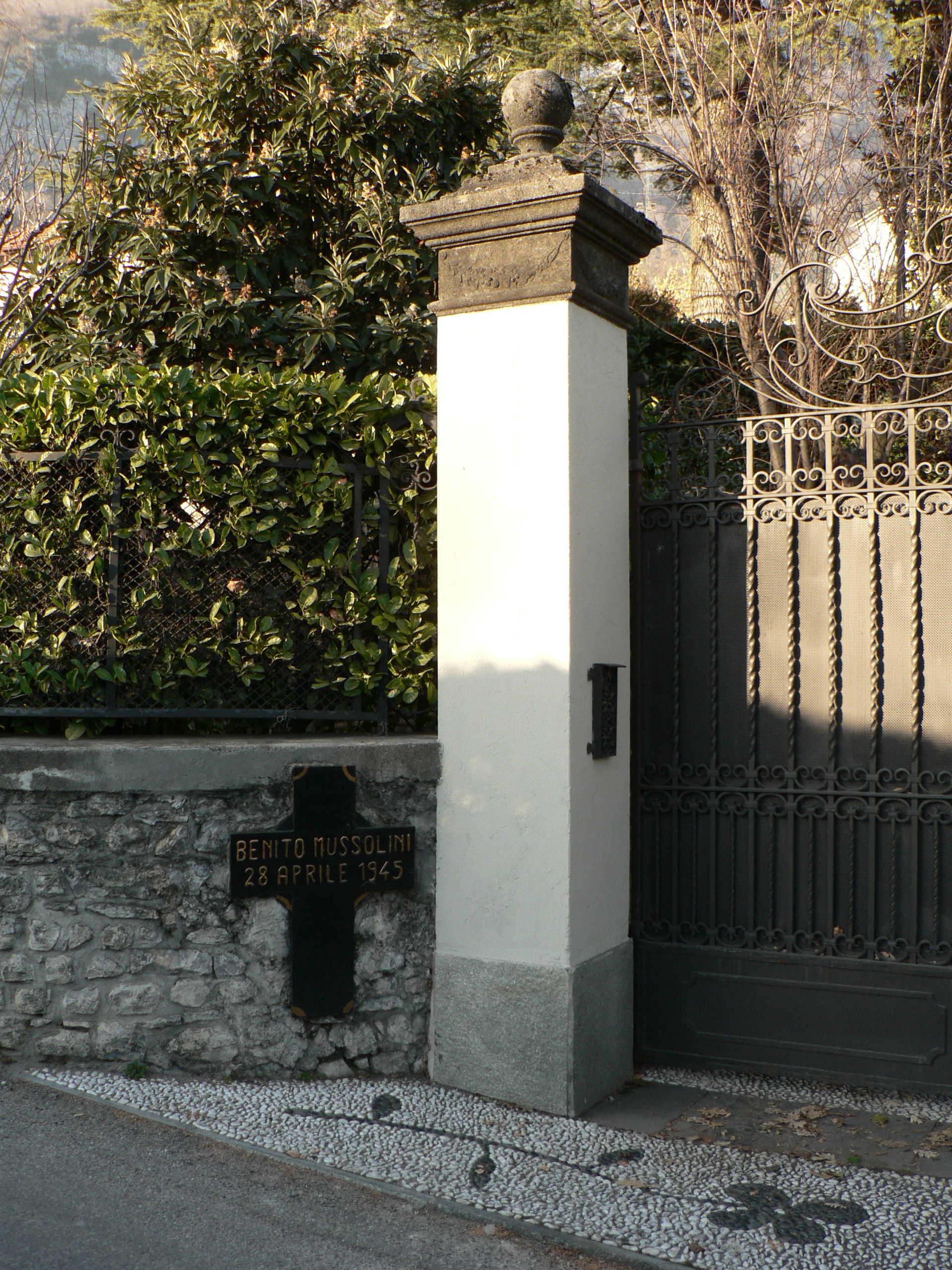
Entrada a la Villa Belmonte. Una cruz negra en la pared marca el lugar de la ejecución.

## Ejecución
Aunque se presentaron varias versiones y teorías conflictivas después de la guerra sobre cómo murieron Mussolini y Petacci, el relato de Walter Audisio o al menos sus componentes esenciales sigue siendo el más creíble y a veces se lo conoce en Italia como la «versión oficial». Fue confirmado en gran parte por un testimonio proporcionado por Aldo Lampredi y la narrativa «clásica» de la historia fue expuesta en libros escritos en la década de 1960 por Bellini delle Stelle, Urbano Lazzaro y el periodista Franco Bandini. Aunque cada una de estas versiones varía en detalle, son consistentes con los hechos principales.
Audisio y Lampredi partieron de Milán rumbo a Dongo temprano en la mañana del 28 de abril, para llevar a cabo las órdenes que Longo había dado al primero. A su llegada al pueblo, se encontraron con Bellini delle Stelle, quien era el comandante partisano local, para organizar la entrega de Mussolini. Audisio usó el nombre de guerra «coronel Valerio» (Colonnello Valerio) durante su misión.

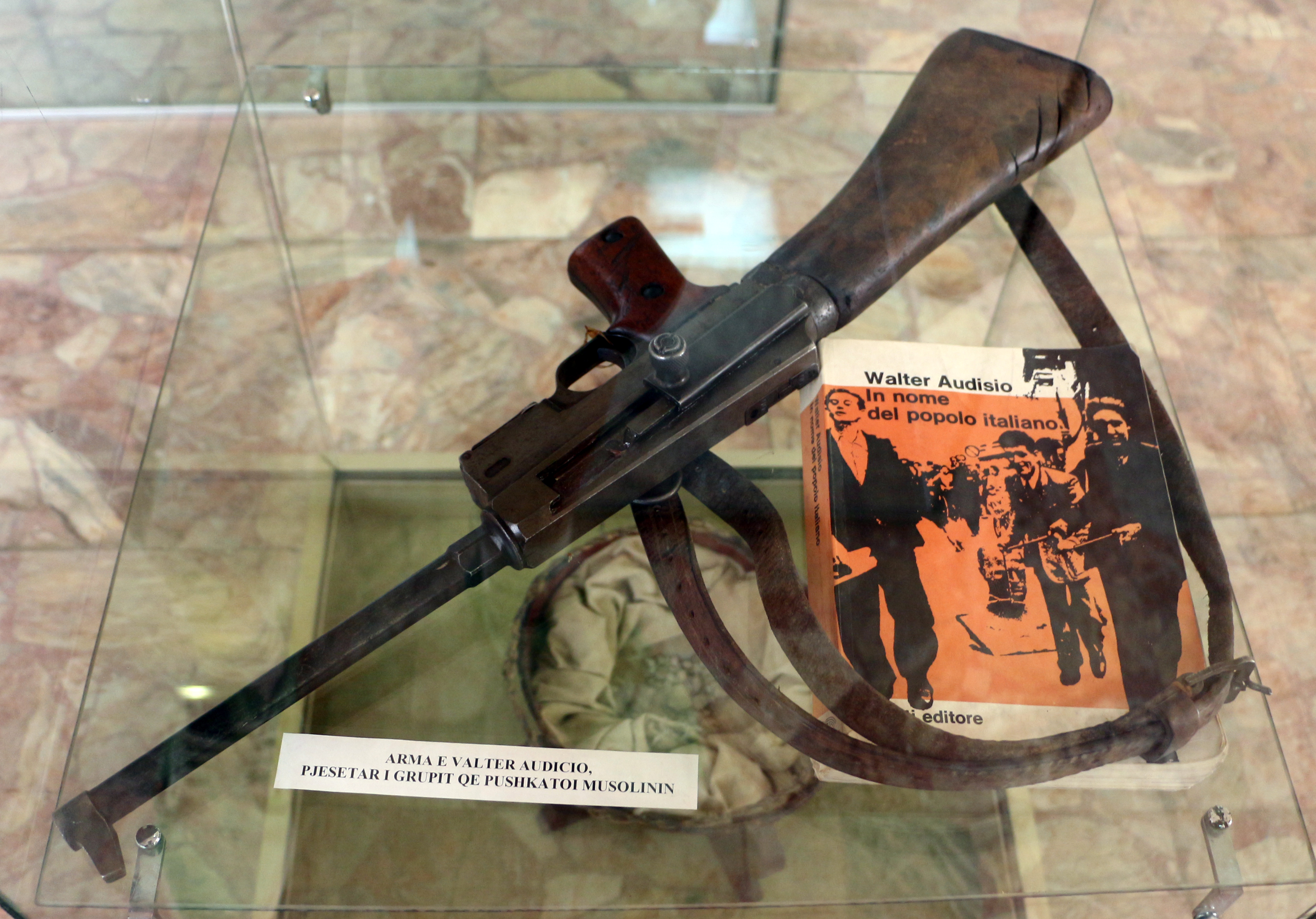
El subfusil MAS-38 de fabricación francesa de Michele Moretti, que según se dice fue utilizada por Audisio para disparar a Mussolini. Se exhibe en el Museo Histórico Nacional de Albania.

 Por la tarde, acompañado de otros partisanos (entre ellos, Lampredi y Michele Moretti), Audisio se dirigió a la granja de la familia De Maria para llevarse a la pareja y después condujeron una corta distancia hasta el pueblo de Giulino de Mezzegra. El vehículo se detuvo a la entrada de la Villa Belmonte en una carretera estrecha conocida como via XXIV maggio y se les dijo a Mussolini y Petacci que salieran y se pusieran de pie frente al muro de la villa. Audisio les disparó a las 4:10 p. m. con un subfusil prestado de Moretti, pues su propia arma se había atascado.
Existen diferencias entre las versiones de Lampredi y Audisio. Este último presentó a Mussolini como un cobarde inmediatamente antes de su muerte, mientras que Lampredi no. Audisio dijo que leyó una sentencia de muerte, mientras que en la otra historia se omitió esto. Lampredi dijo que las últimas palabras de Mussolini fueron: «Apunta a mi corazón»; pero en el relato de Audisio, no dijo nada inmediatamente antes o durante la ejecución.
También existen diferencias con los testimonios de otros involucrados, como Lazzaro y Bellini delle Stelle. Según este último, cuando conoció a Audisio en Dongo, le solicitó una lista de los prisioneros fascistas que habían sido capturados el día anterior y marcó los nombres de Mussolini y Petacci para su ejecución. Bellini delle Stelle dijo que desafió a Audisio sobre la razón por la que Petacci debería ser ejecutada. Audisio le respondió que ella había sido la asesora de Mussolini, había inspirado sus políticas y era «tan responsable como él». Según Bellini delle Stelle, no se llevó a cabo ninguna otra discusión o formalidad con respecto a la decisión de ejecutarlos.
Audisio dio una versión diferente. Afirmó que el 28 de abril convocó un «tribunal de guerra» en Dongo, compuesto por Lampredi, Bellini delle Stelle, Michele Moretti y Lazzaro con él mismo como presidente. El tribunal condenó a muerte a la pareja y no hubo objeciones a ninguna de las ejecuciones propuestas. Lazzaro negó que dicho tribunal hubiera sido convocado:

Estaba convencido de que Mussolini merecía la muerte ... pero debió haber habido un juicio conforme a ley. Fue muy bárbaro.

En un libro que publicó en la década de 1970, Audisio argumentó que la decisión de ejecutar Mussolini tomada en la reunión de Dongo de los líderes partisanos el 28 de abril constituía una sentencia válida de un tribunal, en virtud del artículo 15 del decreto del CNLAI sobre la constitución de tribunales de guerra. No obstante, la falta de un juez o un commissario di guerra —requerido por la ordenanza para estar presente— pone en duda esta afirmación. Después de la guerra, la familia de Petacci inició casos judiciales civiles y penales contra Audisio por su asesinato ilegal. Después de un largo proceso legal, un juez de instrucción finalmente cerró el caso en 1967 y absolvió a Audisio de asesinato y malversación de fondos, debido a que las acciones denunciadas ocurrieron como un acto de guerra contra alemanes y fascistas durante un período de ocupación enemiga.

## Destino del cadáver
Durante su dictadura, las representaciones del cuerpo de Mussolini, por ejemplo imágenes suyas realizando trabajos físicos con el torso desnudo o semidesnudo, formaron una parte central de la propaganda fascista. Su cuerpo siguió estando cargado de simbolismo después de su muerte, lo que provocó que fuera venerado por sus partidarios o tratado con desprecio y falta de respeto por los opositores, asumiendo un significado político más amplio.

### Exhibición en la plaza de Loreto
En la noche del 28 de abril, los cuerpos de Mussolini, Petacci y los otros fascistas ejecutados fueron cargados en una camioneta y trasladados en camiones hacia el sur hasta Milán. Al llegar a la ciudad en las primeras horas del 29 de abril, fueron arrojados al suelo en la plaza de Loreto, una explanada suburbana cerca de la estación principal de trenes. La elección del lugar fue deliberada. Quince partisanos habían sido fusilados allí en agosto de 1944, en represalia por ataques partisanos y bombardeos aliados, y sus cuerpos habían quedado en exhibición pública. En ese momento, se dice que Mussolini comentó: «Por la sangre de la plaza de Loreto, pagaremos caro».
Sus cuerpos quedaron apilados y, a las 9:00 a. m., una multitud considerable se había reunido. Tiraron verduras a los cadáveres, les escupieron, orinaron, dispararon y patearon; la cara de Mussolini quedó desfigurada por las palizas. Un testigo ocular estadounidense describió a la multitud como «siniestra, depravada, fuera de control». Después de un tiempo, los cuerpos fueron colgados boca abajo, con ganchos carniceros, del marco de una viga metálica de una estación de servicio Standard Oil a medio construir. Este tipo de exhibición se había utilizado en el norte de Italia desde la época medieval para enfatizar la «infamia» de los ahorcados. Sin embargo, la razón dada por aquellos involucrados en colgar así a los ejecutados fue protegerlos de la muchedumbre. La filmación de lo que sucedió parece confirmar que ese es el caso.

### Autopsia

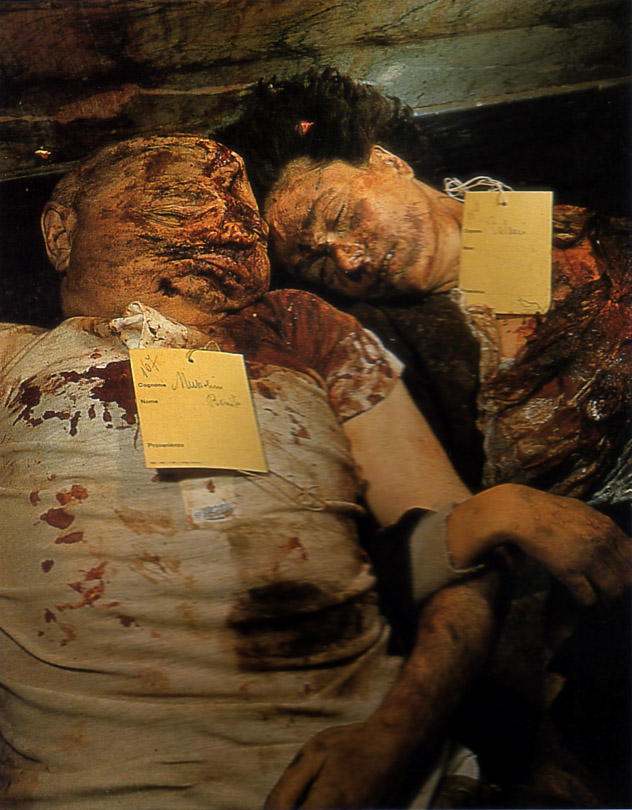
Los cadáveres de Mussolini y Petacci fotografiados por un camarógrafo del ejército estadounidense en una morgue de Milán.

Alrededor de las 2:00 p. m., las autoridades militares estadounidenses, que habían llegado a la ciudad, ordenaron que los cuerpos fueran retirados y entregados a la morgue de la ciudad para que se realizaran las autopsias. Un camarógrafo del ejército de los Estados Unidos tomó fotografías de los cadáveres para su publicación, como en la que se muestra a Mussolini y Petacci posicionados en una pose macabra y cogidos del brazo.
El 30 de abril se realizó una autopsia de Mussolini en el Instituto de Medicina Legal de Milán. Una versión posterior del informe indicó que le habían disparado nueve balas, mientras que otra versión especificó siete. Se identificaron cuatro balas cerca del corazón como causa de la muerte. No se determinaron los calibres de las balas. Se tomaron muestras del cerebro y se enviaron a los Estados Unidos para su análisis. La intención era probar la hipótesis de que la sífilis había causado locura en él, pero nada resultó del análisis; tampoco se encontró evidencia de sífilis en su cuerpo. No se realizó autopsia en Petacci.

### Entierro y robo del cadáver
Después de su ejecución y exhibición pública en Milán, Mussolini fue enterrado en una tumba sin nombre en el cementerio mayor de Musocco, al norte de la ciudad. El Domingo de Resurrección de 1946, el cuerpo fue localizado y desenterrado por un joven fascista, Domenico Leccisi, y dos amigos. Durante un período de dieciséis semanas se trasladó de un lugar a otro —entre los escondites hubo una villa, un monasterio y un convento—, mientras las autoridades lo buscaban. En agosto, el cadáver —con una pierna perdida— fue rastreado hasta la cartuja de Pavía, un monasterio no lejos de Milán. Dos frailes franciscanos fueron acusados de ayudar a Leccisi a ocultar el cuerpo.
Posteriormente, las autoridades hicieron arreglos para que el cuerpo se ocultara en un monasterio capuchino en el pequeño pueblo de Cerro Maggiore, donde permaneció durante los siguientes once años. El paradero del cuerpo se mantuvo en secreto, incluso de la familia de Mussolini. Estuvo en Cerro Maggiore hasta mayo de 1957, cuando el recién nombrado primer ministro Adone Zoli aceptó el reingreso de Mussolini en su lugar de nacimiento en Predappio en la Romaña. Zoli dependía para gobernar en el Parlamento de la extrema derecha —entre ellos Leccisi, quien en ese entonces era diputado del partido neofascista Movimiento Social Italiano—. También su familia era de Predappio y conocía bien a la viuda de Mussolini, Rachele.

### Tumba y conmemoración

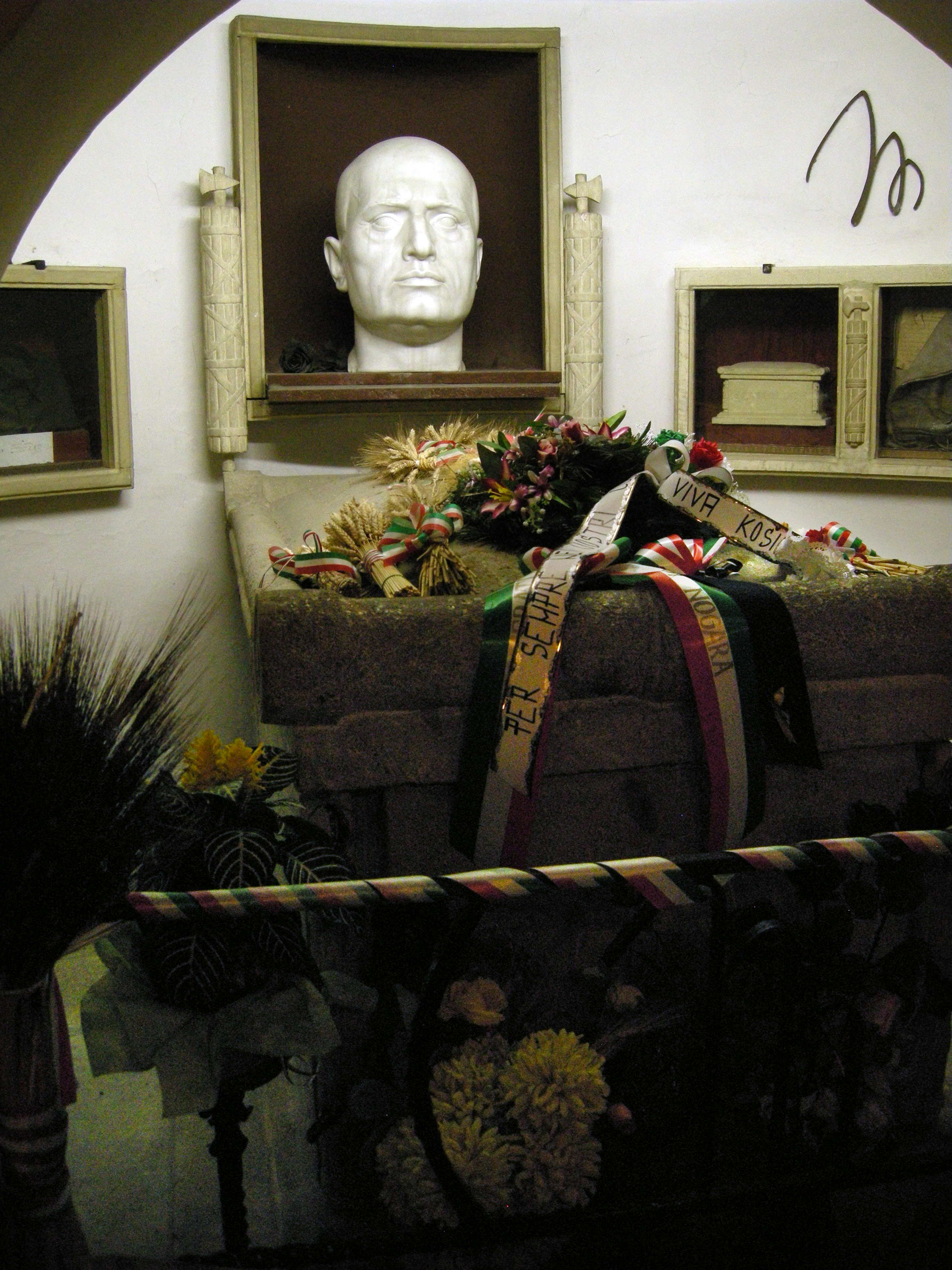
Tumba de Mussolini en la cripta familiar en Predappio.

La nueva inhumación en la cripta de la familia Mussolini en Predappio se realizó el 1 de septiembre de 1957, con simpatizantes presentes dando el saludo fascista. El cuerpo fue colocado en un gran sarcófago de piedra. La tumba está decorada con símbolos fascistas y contiene un gran busto de mármol de Mussolini. Al frente hay un registro de firmas para los visitantes que presentan sus respetos. La tumba se ha convertido en un lugar de peregrinación neofascista. La cantidad de personas que firman el libro varía de docenas a cientos por día, que aumenta a miles en ciertos aniversarios; casi todos con comentarios de apoyo a Mussolini.
El aniversario de la muerte, 28 de abril, se ha convertido en una de las tres fechas en que los partidarios neofascistas realizan grandes manifestaciones. En Predappio, se lleva a cabo una marcha entre el centro de la ciudad y el cementerio. El evento generalmente atrae a miles de seguidores e incluye discursos, cánticos y personas que dan el saludo fascista.

## Controversia de posguerra
Fuera del país, la versión de Audisio de cómo se ejecutó a Mussolini ha sido ampliamente aceptada y no es controvertida. Sin embargo, en Italia el tema ha sido objeto de un amplio debate y disputa desde finales de la década de 1940 hasta el presente y ha proliferado una variedad de teorías sobre cómo murió Mussolini. Al menos doce personas diferentes han sido identificadas en varias ocasiones como responsables de llevar a cabo el tiroteo. Se han hecho comparaciones con las teorías de conspiración sobre el asesinato de John F. Kennedy y se ha descrito como el equivalente italiano de esa especulación.

### Recepción de la versión de Audisio
Hasta 1947, la participación de Audisio se mantuvo en secreto y, en las primeras descripciones de los eventos en una serie de artículos en el periódico  L'Unità, vocero del Partido Comunista Italiano (PCI) a fines de 1945, la persona que llevó a cabo los tiroteos solo se conocía como «coronel Valerio». Audisio fue nombrado por primera vez en una serie de artículos en el periódico Il Tempo en marzo de 1947 y el PCI  confirmó posteriormente su participación. Audisio no habló públicamente al respecto hasta que publicó su relato en una serie de cinco artículos en L'Unità a finales de ese mes de marzo; más tarde, se publicó un libro con su versión de los hechos en 1975, dos años después de su muerte. También se publicaron otras versiones de la historia, como dos libros que exponen el relato «clásico» de la historia, publicados en la década de 1960: Dongo, la fine di Mussolini de Lazzaro y Bellini delle Stelle y Le ultime 95 ore di Mussolini del periodista Franco Bandini.
En poco tiempo, se observó que había discrepancias entre la historia original de Audisio difundida en L'Unità, los relatos posteriores que él manifestó y las versiones de los eventos expuestas por otros. Aunque la versión de Audisio probablemente se basa en los hechos auténticos, sin duda fue adornada. Las discrepancias y las exageraciones obvias de Audisio, junto con la creencia de que el PCI lo había seleccionado para reclamar la responsabilidad de sus propios fines políticos, llevaron a algunos en Italia a creer que su historia era total o ampliamente falsa.
En 1996, apareció en L'Unità una versión privada inédita escrita en 1972 por otro ex partisno comunista, Aldo Lampredi, para los archivos del PCI. En ella, Lampredi confirmó los hechos clave de la historia de Audisio, pero sin pomposidad. Lampredi era un testigo ocular y, debido a que preparó su narrativa para los registros privados del PCI y no para su publicación posterior, se percibió que no tenía otra motivación que decir la verdad. Además, Lampredi había tenido una reputación de ser un testigo fiable y de confianza; también se sabía que le desagradaba Audisio personalmente. Por estas razones, se consideró significativo que confirmara en gran medida la versión de Audisio. Después de que se publicó el relato de Lampredi, la mayoría, pero no todos, los comentaristas se convencieron de su veracidad. El historiador Giorgio Bocca comentó que «barre todas las malas novelas construidas a lo largo de cincuenta años sobre el fin del Duce del fascismo ... No había posibilidad de que las muchas versiones ridículas que surgieron en estos años fueran ciertas... La verdad ahora es inequívocamente clara».

### Afirmaciones de Lazzaro

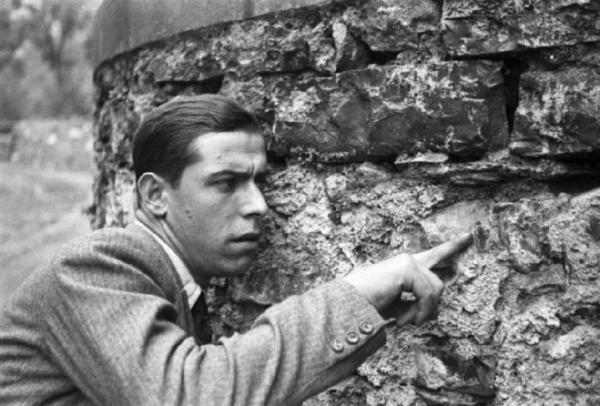
Urbano Lazzaro indicando un agujero de bala cerca de la entrada a la Villa Belmonte en 1945.

En su libro Dongo mezzo secolo di menzogne de 1993, el líder partisano Urbano Lazzaro repitió una afirmación anterior sobre que Luigi Longo, no Audisio, era el «coronel Valerio». También declaró que Mussolini fue herido inadvertidamente al principio del día cuando Petacci intentó agarrar el arma de uno de los partisanos, quien la mató en el acto, y Michele Moretti luego asesinó a tiros a Mussolini.

### La «hipótesis británica»

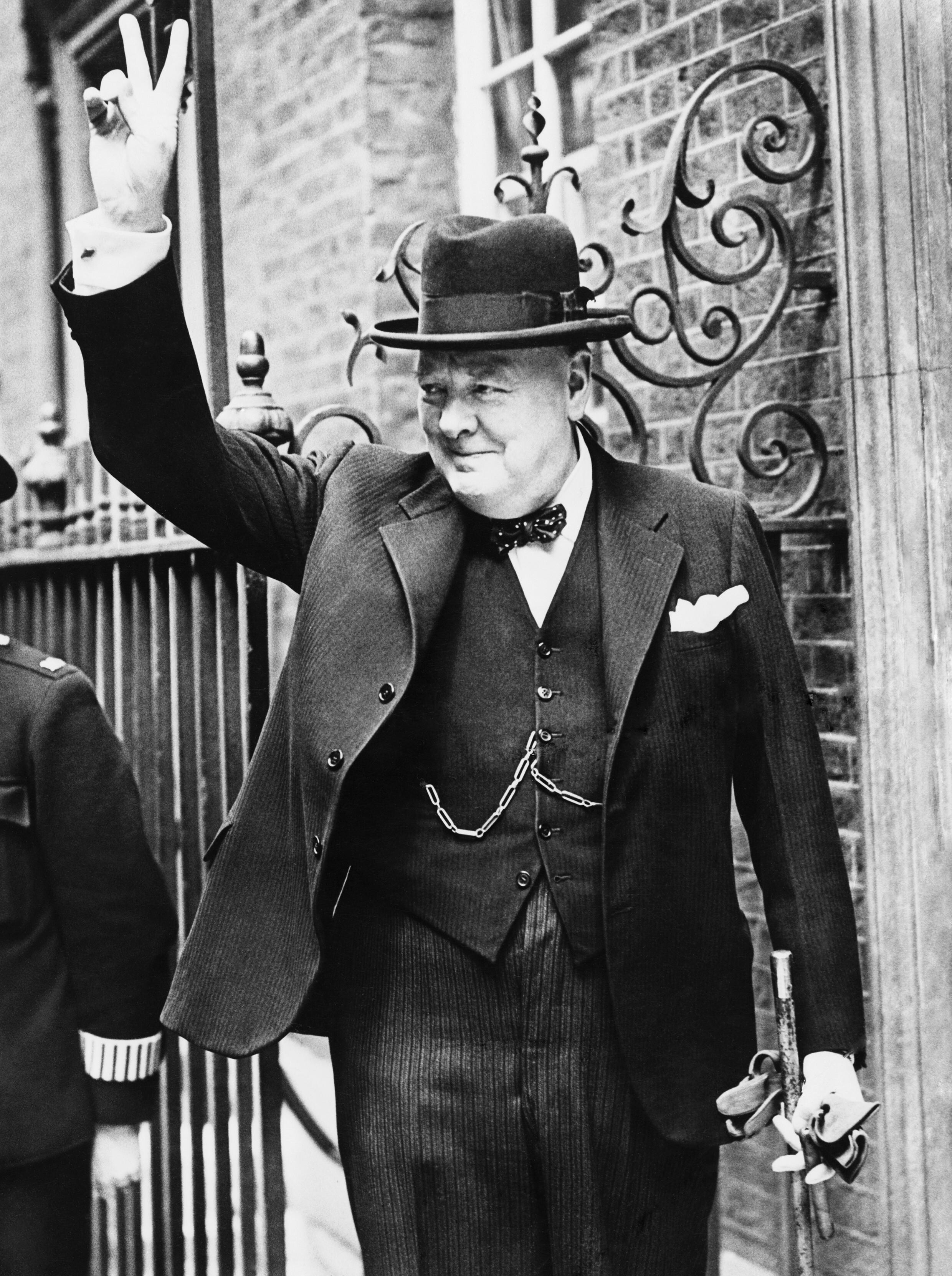
Winston Churchill en 1940.

Ha habido varias afirmaciones de que la unidad de operaciones encubiertas de guerra del Reino Unido, la Dirección de Operaciones Especiales (SOE), fue responsable de la muerte y que incluso pudo haber sido ordenada por el primer ministro británico Winston Churchill. Supuestamente, era parte de un «encubrimiento» para recuperar «acuerdos secretos» y una correspondencia comprometedora entre los dos hombres, que Mussolini llevaba cuando fue capturado por los partisanos. Se dice que la correspondencia incluía ofertas de paz por Churchill y concesiones territoriales a cambio de que Mussolini convenciera a Hitler de unirse a los Aliados occidentales en una coalición contra la Unión Soviética. Entre los defensores de esta teoría hay historiadores como Renzo De Felice y Pierre Milza y periodistas como Peter Tompkins y Luciano Garibaldi; sin embargo, la teoría ha sido rechazada por muchos.
En 1994, Bruno Lonati, un exlíder partisano, publicó un libro en el que afirmaba que le había disparado a Mussolini y había sido acompañado en su misión por un oficial del ejército británico llamado «John», quien disparó a Petacci.. El periodista Peter Tompkins afirmó haber establecido que «John» era Robert Maccarrone, un agente británico de la SOE que tenía ascendencia siciliana. Según Lonati, él y «John» fueron a la granja De Maria en la mañana del 28 de abril y mataron a la pareja alrededor de las 11:00 a. m. En 2004, el canal de televisión estatal italiano RAI emitió un documental, coproducido por Tompkins, en el que se presentó la teoría. Lonati fue entrevistado para el documental y afirmó que cuando llegó a la granja:

Petacci was sitting on the bed and Mussolini was standing. "John" took me outside and told me his orders were to eliminate them both, because Petacci knew many things. I said I could not shoot Petacci, so John said he would shoot her himself, while making it quite clear that Mussolini however, had to be killed by an Italian.
Petacci estaba sentada en la cama y Mussolini de pie. “John” me llevó afuera y me dijo que sus órdenes eran eliminarlos a ambos, porque Petacci sabía muchas cosas. Le dije que no podía dispararle a Petacci, por lo que “John” dijo que él la dispararía él mismo, dejando en claro que, no obstante, Mussolini debía que ser asesinado por un italiano.

Los sacaron de la casa y, en la esquina de un carril cercano, fueron colocados contra una cerca y murieron ametrallados. En el documental hubo una entrevista con Dorina Mazzola, quien dijo que su madre había visto el tiroteo. También dijo que ella misma había escuchado los disparos y que «miré el reloj, eran casi las 11». El documental continuó afirmando que los tiroteos posteriores en Villa Belmonte se organizaron posteriormente como parte del «encubrimiento».
La teoría ha sido criticada por carecer de pruebas serias, particularmente sobre la existencia de la correspondencia con Churchill. Al comentar sobre el documental de televisión de la RAI en 2004, Christopher Woods, investigador de la historia oficial de la SOE, desestimó estas afirmaciones diciendo que «es solo amor por la conspiración».

### Otras teorías de «muerte temprana»
Algunos, como el persistente periodista fascista Giorgio Pisanò, han afirmado que la pareja fue baleada más temprano en el día, cerca de la granja De Maria y que la ejecución en Giulino de Mezzegra se organizó con cadáveres. El primero en presentar esto fue Franco Bandini en 1978.

### Otras teorías
Se han divulgado otras teorías, como las denuncias de que no solo Luigi Longo, posteriormente líder del Partido Comunista en la posguerra, sino también Sandro Pertini, futuro presidente de Italia, llevaron a cabo los tiroteos. Otros han afirmado que Mussolini con o sin su pareja se suicidó con cápsulas de cianuro.